# Neige d'été
Pour les articles homonymes, voir Summer Snow.
Pour plus de détails, voir Fiche technique et Distribution.
Neige d'été (女人四十, Nu ren si shi) est un film hongkongais réalisé par Ann Hui, sorti en 1995.

## Synopsis
May Sun est une femme très active, mère d'un fils en pleine crise d'adolescence, femme attentionnée d'un moniteur d'auto-école transparent et gérante d'une société d'import-export de papier toilette, tout en s'occupant des courses, du ménage et de la cuisine. Seule ombre au tableau, Isabella Au, nouvelle employée de sa société, charme le patron et tente de piquer la place de May. Un jour, rentrant du boulot avec de lourds sacs de riz, elle rencontre malencontreusement son beau-père, qui la méprise fortement. Elle retourne à la maison devant l'insistance de ce dernier et retrouvera sa belle-mère, inconsciente dans une des chambres. Hélas, trop tard, elle est décédée. Lors des funérailles de cette dernière, toute la famille s'aperçoit du comportement bizarre du grand-père. May, conduisant celui-ci chez le médecin, apprend qu'il est atteint de la maladie d'Alzheimer. Fatiguée et à bout de nerf, May se voit confier son beau-père par la force des choses. De la belle-sœur immature au beau-frère et sa femme égoïstes, tous refusèrent de s'occuper de cet ancien héros de guerre.

## Fiche technique
- Titre : Neige d'été
- Titre original : 女人四十 (Nu ren si shi)
- Titre anglais : Summer Snow
- Réalisation : Ann Hui
- Scénario : Chan Man-keung
- Production : Ann Hui, Roger Lee et Raymond Chow
- Musique : Yoshihide Ōtomo
- Photographie : Mark Lee
- Montage : Wong Yee-shun
- Pays d'origine : Hong Kong
- Format : Couleurs - 1,85:1 - Mono - 35 mm
- Genre : Comédie dramatique
- Durée : 101 minutes
- Date de sortie : 4 mai 1995 (Hong Kong)

## Distribution
- Josephine Siao : May Sun
- Roy Chiao : Lin Sun
- Law Kar-ying : Bing Sun
- Allen Ting : Allen Sun
- Law Koon-lan : Lan Sun
- Ping Ha : Mme. Han
- Shun Lau : M. Lo
- Chong Ching-yee : Carrie Chin
- Gin Tsang : Janice
- Tam Sin-hung : la mère de Bing
- Fai Chow : le frère de Bing
- Stephen Fung : Cannon

## Récompenses
- Prix du Jury Œcuménique (Ann Hui) et Ours d'argent de la meilleure actrice (Josephine Siao), lors du Festival International de Berlin 1995.
- Prix du meilleur film, meilleure actrice (Josephine Siao), meilleur second rôle masculin (Kar-Ying Law) et meilleure photographie (Pin Bing Lee), lors du Golden Horse Film Festival 1995.
- Grand prix lors du Festival international de films de femmes de Créteil 1996.
- Prix du meilleur acteur (Roy Chiao), meilleure actrice (Josephine Siao), meilleur réalisateur, meilleur film, meilleur scénario et meilleur second rôle masculin (Kar-Ying Law), lors des Golden Bauhinia Awards 1996.
- Nominations pour le meilleur second rôle féminin (Koon-Lan Law), meilleur débutant (Allen Ting), meilleure direction artistique et meilleur montage (Yee Shun Wong), lors des Hong Kong Film Awards 1996.
- Prix du meilleur film, meilleur acteur (Roy Chiao), meilleure actrice (Josephine Siao), meilleur réalisateur, meilleur second rôle masculin (Kar-Ying Law) et meilleur scénario, lors des Hong Kong Film Awards 1996.
- Prix de la meilleure actrice (Josephine Siao) et du meilleur film, lors des Hong Kong Film Critics Society Awards 1996.